# متنزه لورنتز الوطني
متنزه لورنتز الوطني يقع في إحدى مقاطعات إندونيسيا وهي بابوا، والمعروفة سابقًا باسم إيريان جايا (غينيا الجديدة الغربية). وبمساحة تبلغ 25056 كم² (9674 ميل²)، يعد هذا المتنزه أكبر حديقة وطنية في جنوب شرق آسيا. وفي عام 1999، تم إعلان لورنتز بصفتها أحد مواقع التراث العالمي من قبل منظمة اليونسكو.
وباعتباره مثالاً بارزًا على وجود تنوع حيوي في غينيا الجديدة، يعد متنزه لورنتز واحدًا من أكثر المتنزهات الوطنية المتنوعة بيئيًا في العالم. فهو يعد المحمية الطبيعية الوحيدة في منطقة آسيا والمحيط الهادئ التي تحتوي على مصفوفة كاملة لـكل نظام بيئي تترواح بين المناطق البحرية وأشجار أيكة ساحلية ومد وجزر وغابات الماء العذب السبخة، فضلاً عن وجود غابة مطيرة في الأراضي المنخفضة والجبلية، إلى جانب التندرا الألبية وأنهار الجليد "المثلجة" الاستوائية. وعلى ارتفاع يبلغ 4884 مترًا، يقع جبل بونتشاك جايا (هرم كارستنز سابقًا) وهو أطول جبل يقع بين سلسلتي جبال الهمالايا والأنديز.
وقد أطلقت جمعية الطيور العالمية على متنزه لورنتز أنه «ربما يكون المحمية الطبيعية الوحيدة الأكثر أهمية في غينيا الجديدة». حيث يتضمن خمسة من الأقاليم البيئية المندرجة ضمن «قائمة الـ 200 العالمية» التي وضعها الصندوق العالمي للطبيعة: غابات الأراضي المنخفضة في جنوب غينيا الجديدة؛ والغابات الجبلية في غينيا الجديدة؛ ومراعي سفوح السلسلة الوسطى لجبال الألب في غينيا الجديدة؛ وغابات منجروف الاستوائية بغينيا الجديدة؛ فضلاً عن أنهار وجداول غينيا الجديدة.
يحتوي متنزه لورنتز على العديد من المناطق غير المخططة وغير المكتشفة، ومن المؤكد أنها تحتوي على العديد من فصائل النباتات والحيوانات التي لم تعرف بعد في العلوم الغربية. كما أن المعرفة النباتية العرقية والحيوانية العرقية للمجتمعات المحلية والخاصة بنباتات وحيوانات لورنتز غير موثقة بشكل صحيح للغاية.
وقد أطلق على المتنزه هذا الاسم نسبة لاسم هيندريكوس ألبيرتوس لورنتز (Hendrikus Albertus Lorentz)، المستكشف الألماني الذي مر بهذه المنطقة في رحلته الاستكشافية عامي 1909-1910.

## عالم حيوان لورنتز

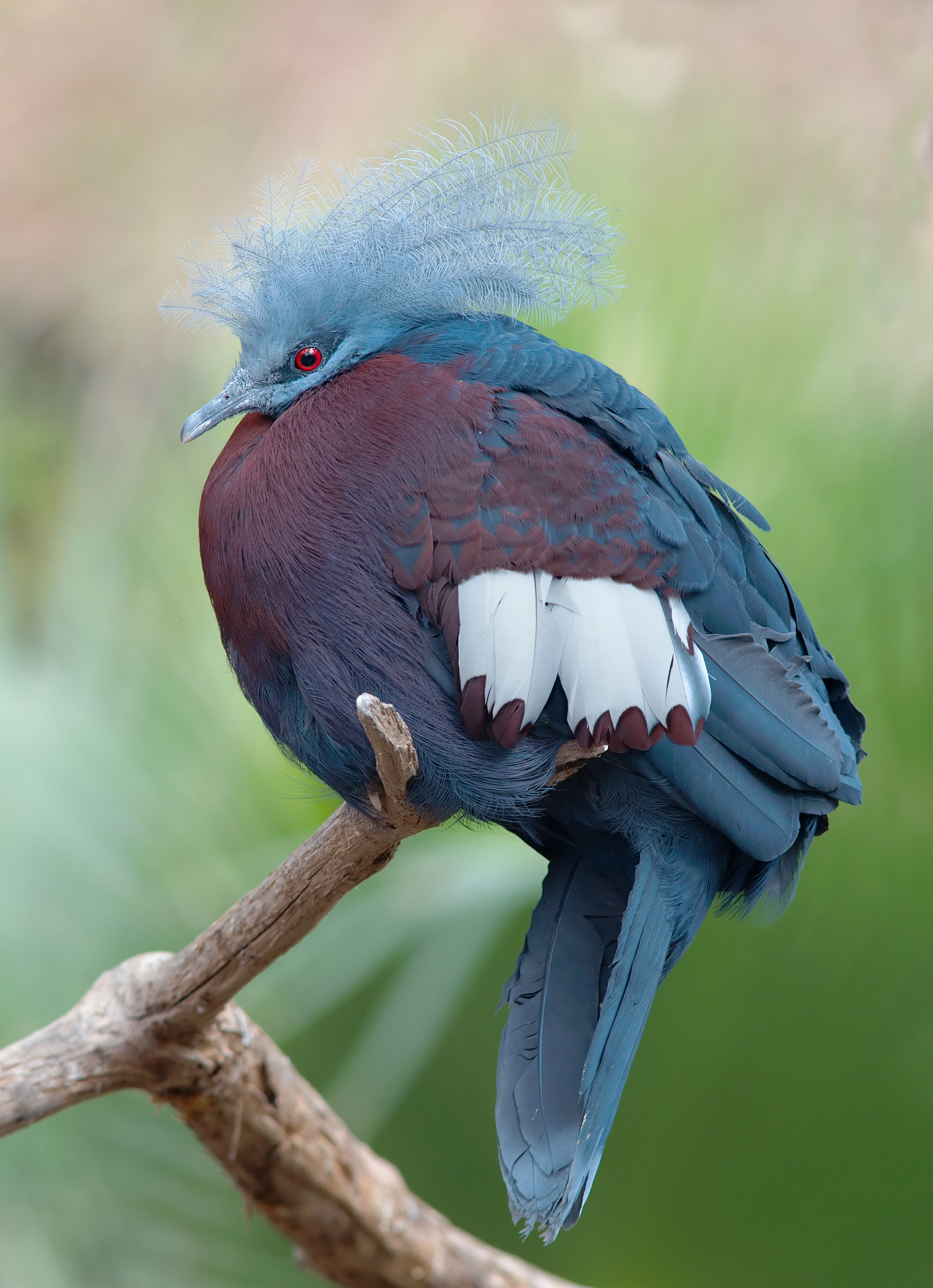
الحمامة المتوجة الجنوبية وموطنها لورنتز، يقتصر وجودها على غابات الأراضي المنخفضة الجنوبية في غينيا الجديدة.

يوجد ما يزيد عن 360 نوعًا من الطيور (حوالي 70% من العدد الإجمالي لفصائل الطيور في بابوا) و123 فصيلة من الثدييات. فتتضمن الطيور فصيلتين من طائر شبنم، و31 نوع من اليمام والحمام، و31 فصيلة من كوكاتو (بَبَّغاءُ ذُو عُرْف), و13 فصيلة من صياد السمك رمادي الرأس و29 فصيلة من التمير. كما توجد 6 أنواع من الطيور المتوطنة في جبال الثلج بما في ذلك سمان جبل الثلج وأبو حناء جبال الثلج، و26 فصيلة متوطنة في سلسلة جبال بابوا الوسطى في حين أنه يوجد ثلاثة فصائل متوطنة في الأراضي المنخفضة بجبال بابوا الجنوبية. وتتضمن الأنواع المهددة بالانقراض طائر الـ شبنم جنوبي، والحمامة المتوجة الجنوبية، الببغاء المفترس، البط البري السلفادوري وآكل العسل العملاق ماكجريجور.
في حين أن أنواع الثدييات تتضمن حيوان إيكيدنا ذا المنقار الطويل، وإيكيدنا ذا المنقار القصير، وأربعة فصائل من حيوان كوسكوس بالإضافة إلى الولب، وقط بري وكنغر الشجرة. ومن الحيوانات المتوطنة في سلسلة جبال سوديرمان حيوان دينجيسو (Dingiso), وهو أحد فصائل كنغر الشجر لم يتم اكتشافه سوى عام 1995.

## الإنسان والثقافة
أصبحت منطقة المتنزه الوطني مأهولة بالسكان منذ أكثر من 25000 عام. فتجمع غابات لورنتز بين دفتيها الأراضي التقليدية لثمان جماعات عرقية من السكان الأصليين،  من بينهم أسمات، وأمونجم (Amungme), وداني، وسمبان، وأخيرًا ندوجا. وتتراوح التقديرات الحالية لعدد السكان بين 6300 و10000.
ومن المسلم به أن استراتيجيات إدارة حماية المتنزه يجب أن تتضمن احتياجات وطموحات هذه الشعوب جميعًا، إذا أراد المتنزه أن ينجح في حماية تنوع حيوي يميزه. وعلاوة على ذلك، فإن التنوع الثقافي هو أحد التدابير المهمة الأخرى اللازمة لنجاح المتنزه.

## التهديدات البيئية
تعود التهديدات الرئيسية للتنوع الحيوي التي يعاني منها متنزه لورنتز إلى قطع الأشجار التجاري، وتحويل الغابة إلى زراعة المزارع، والتحويل الزراعي لأصحاب الحيازات الصغيرة، وتطوير قطاعات العمل داخل إما منجم/أو زيت/أو غاز، وبناء الطرق غير المشروع، وتجارة الأنواع غير المشروعة. كما تشكل بروز ظاهرة احترار عالمي تهديدًا كبيرًا عليها.
واعتبارًا من 2005، لم يكن هناك أي قطع تجاري للأشجار أو أي تهديدات أخرى واسعة النطاق داخل المتنزه. ولا يوجد الآن أي مشروعات نشطة لتحويل الغابة حاليًا، كما أن التحويل الزراعي قد بلغ أدنى مستوياته. إذ تعد التجارة غير المشروعة للأنواع مشكلة خطيرة. وقد كانت عملية تعدين الذهب/النحاس فريبورت الكبرى نشطة لعقود عدة في غرب وشمال المتنزه، ولكنها لم تكن داخل حدود المتنزه. وما يزال التنقيب عن النفط داخل المتنزه وإلى الشمال الشرقي منه مستمرًا.
وحاليًا تعد الصحة العامة للتنوع الحيوي بمتنزه لورنتز ممتازة. في حين أن قطع الأشجار، والتهديدات الأخرى لم تتحق بعد، فمن المحتمل أن تصبح تهديدًا في المستقبل. كما يشكل تغيير المناخ تهديدًا حقيقيًا، ولكن تداعياته على متنزه لورنتز غير أكيدة.

## حماية الغابات
تم تطبيق أول حماية رسمية للمنطقة الرئيسية والتي تبلغ مساحتها 3000 كم² من متنزه لورنتز من قبل الحكومة الهولندية الاستعمارية عام 1919 مع إنشاء النصب التذكاري للطبيعة في لورنتز. وفي 1978، أنشأت الحكومة الإندونيسية محمية طبيعية خاضعة لمراقبة صارمة في منطقة تبلغ مساحتها 21500 كم². تأسس متنزه لورنتز الوطني عام 1997، بمساحة إجمالية بلغت 25056 كم²، بما في ذلك الامتداد الشرقي، والمناطق الساحلية والبحرية.
أُدرج متنزه لورنتز الوطني ضمن قائمة مواقع التراث العالمي الطبيعية عام 1999، على الرغم من أن منطقة تبلغ مساحتها 1500 كم² تم استثناؤها من القائمة نظرًا لوجود حقوق تنقيب عن المعادن داخل المتنزه.
وبحلول عام 2005، لم يكن هناك أي موظفين أو حراس كان قد تعيينهم للاعتناء بمتنزه لورنتز. ومع ذلك، فإن نجاح المتنزه يعتمد بشكل كبير على فهم المجتمعات المحلية ودعمها للحماية، بدلاً من الإنفاذ الخارجي وحده. إذ تعمل العديد من منظمات الحماية في منطقة لورنتز.
وفي 2006، أنشأ وزير الغابات هيكلاً إداريًا لمتنزه لورنتز الوطني، وهو مكتب متنزه لورنتز الوطني والذي تقع مقاره في وامينا (Wamena). وقد أصبح المكتب فعالاً فقط بحلول عام 2007، وبلغ عدد العاملين فيه 44 في منتصف عام 2008. وعلى الرغم من أن بعثة الرصد التابعة لليونسكو قد اعترفت عام 2008 أن قدرة المكتب قد كانت محدودة جدًا نظرًا لنقص التمويل، والمعدات والخبرة.

## كتابات أخرى
- Petocz, Ronald G. (1989). Conservation and Development in Irian Jaya. Leiden: E.J. Brill.

## وصلات خارجية
- Lorentz National Park Bureau (بالإندونيسية)
- UNESCO Data on Lorentz
- Indo-Pacific Conservation Alliance Project — Facilitating Community-Driven Conservation and Strengthening Local Cultural Institutions in the Greater Lorentz Lowlands
- Birdlife EBA Factsheet: South Papuan Lowlands